# Got a Lot on My Head
Got a Lot on My Head (с англ. — «У Меня Много Дел на Уме») — песня американской рок-группы The Cars, десятый трек с альбома Candy-O.

## О песне
Песня была написана и спета вокалистом, ритм-гитаристом и автором песен Риком Окасеком.
Стивен Томас Эрлевайн из Pitchfork утверждает, что "'Got a Lot on My Head', сопровождаемая карнавальными клавишными Грега Хоукса, наводит на мысль о нервной, высокооктановой злобе Элвиса Костелло & The Attractions. Том Карсон из Rolling Stone сказал:"Since I Held You", "You Can’t Hold On Too Long" и особенно "Got a Lot on My Head" — эффективные треки. (На всей записи только "Shoo Be Doo" впадает в искусную выдумку и не нажимает ни на один уровень.) Но даже самые лучшие песни слишком равномерно отлиты в одной и той же форме. Поскольку почти все они построены вокруг схожего контрапункта гитары и клавишных, они имеют тенденцию сливаться друг с другом. Billboard в своём обзоре на Candy-O сказали: "мелодии варьируются от гладких, скользких номеров, таких как "It’s All I Can Do", до хриплых рокеров, таких как "Got a Lot on My Head", и всё это благодаря атаке трёх гитар — Эллиота Истона на соло-гитаре, Рика Окасека на ритм-гитаре и Бенджамина Орра на басу".

## Другие появления
После того, как песня была выпущена на альбоме 1979 года Candy-O, "Got a Lot on My Head" была выпущена в качестве би-сайда к нескольким синглам из этого альбома, таким как It’s All I Can Do, занявший 41-е место в Billboard Hot 100, и на Double Life в Великобритании, который не попал в чарты.
"Got a Lot on My Head" позже появилась на сборнике Just What I Needed: The Cars Anthology.

## Каверы
- Кавер-версия песни была сделана Оусли для трибьют-альбома Substitution Mass Confusion: A Tribute to The Cars.
- Другая кавер-версия была сделана Four Year Beard для трибьют-альбома Just What We Needed: A Tribute To The Cars

## Участники записи
- Рик Окасек — ритм-гитара, вокал
- Эллиот Истон — соло-гитара, бэк-вокал
- Грег Хоукс — клавишные, перкуссия, бэк-вокал
- Бенджамин Орр — бас-гитара, бэк-вокал
- Дэвид Робинсон — ударные, перкуссия